# Cantonul Varzy
Cantonul Varzy este un canton din arondismentul Clamecy, departamentul Nièvre, regiunea Burgundia, Franța.

## Comune
| Comune                  | Populație (1999) | Cod poștal | Cod INSEE |
| ----------------------- | ---------------- | ---------- | --------- |
| La Chapelle-Saint-André | 338              | 58210      | 58058     |
| Corvol-l'Orgueilleux    | 770              | 58460      | 58085     |
| Courcelles              | 215              | 58210      | 58090     |
| Cuncy-lès-Varzy         | 149              | 58210      | 58093     |
| Entrains-sur-Nohain     | 905              | 58410      | 58109     |
| Marcy                   | 159              | 58210      | 58156     |
| Menou                   | 172              | 58210      | 58163     |
| Oudan                   | 136              | 58210      | 58201     |
| Parigny-la-Rose         | 29               | 58210      | 58206     |
| Saint-Pierre-du-Mont    | 183              | 58210      | 58263     |
| Varzy                   | 1 358            | 58210      | 58304     |
| Villiers-le-Sec         | 48               | 58210      | 58310     |